# Григоренко Євген Андрійович
Євген Андрійович Григоренко (рос. Евгений Андреевич Григоренко; 11 серпня 1992, м. Магнітогорськ, Росія) — російський хокеїст, правий нападник. Виступає за «Металург» (Магнітогорськ) у Континентальній хокейній лізі.
Вихованець хокейної школи «Металург» (Магнітогорськ). Виступав за «Стальні Лиси» (Магнітогорськ), «Металург» (Магнітогорськ).
У складі юніорської збірної Росії учасник чемпіонату світу 2010.
Досягнення
- Володар Кубка Харламова (2010).